# 흑조 (영화)
"흑조"는 한국에서 제작된 이상언 감독의 1973년 영화이다. 남진 등이 주연으로 출연하였고 이병일 등이 제작에 참여하였다.

## 출연

### 주연
- 남진
- 전영
- 남궁원

### 조연
- 박동룡